# ウィード (カリフォルニア州)
ウィード（Weed）は、アメリカ合衆国カリフォルニア州シスキュー郡の北部に位置する小さな町。シャスタ山の西北西16kmの所に位置している。
ウィード市のモットーは「雑草はあなたを歓迎したい」で米国内において頻繁に珍しい地名だとして注目されている。

## 地理
シャスタ山は、カスケード山脈で2番目に高い山として有名である。
南カリフォルニアとオレゴン州の境に近く、州間高速道路5号線にも近い。

## 気候
ウィードは涼しい地域で冬は湿って暖かく夏は乾燥している。地中海性気候に属する。平均年間降水量は約600mm。

## 歴史
- ウィードは、強風が吹き、乾燥木材に有用であることを発見した。発見者アブナー·ウィードの創設者から名付けられた。
- 1940年代、ウィードは世界最大の製材を誇った。

2014年9月15日に、大規模な火災が発生した。風速約18メートルの強風によって高校、小学校、工場を含む約200の施設や多くの家庭や企業が損傷、破壊を蒙った。

## 経済
- 1901年から1980年代は木材を使った産業が主に町の北東部で盛んだった。合板、木製ドアなどの会社は全てウィードにあった。
- 環境問題や木材処理だけでなく、ドア製造工場で使用される接着剤からの化学残留物も問題となっていた。

今日の木材製品関連産業のほとんどは縮小或いは完全に廃止し、新たにレストランやホテルの小売業や軽工業が南東地域で経済活動が行われているほか、観光業も行っている。

## 交通
ウィードは、州間高速道路5号線とアメリカ国道97号線が交差しており、西海岸におけるカナダとメキシコに行く重要な交通路である。
公共交通機関はバス（シスキュートランジットゼネラルエクスプレス）が一般的で一般に「ステージ」（STAGE:Siskiyou Transit and General Express)と呼ばれる。

### 鉄道
アムトラック鉄道のダンスミアで南へ約24km。

### 道路
- 州間高速道路5号線
- 国道97号線 (アメリカ合衆国)

### 空港
- ローグバレー国際メド空港（英語版）
- レディング市営空港（英語版）
- ウィード空港

- 最寄りの空港は、ローグバレー国際メド空港とレディング市営空港である。
- ウィード空港は一般的な航空を提供しており、シャスタ山の捜索救助と拠点地としている。また、企業の訪問者、地質学の研究者は一般的にこの空港を利用する。

## 人口
2010年の国勢調査では町の人口は2967人。人口密度は238.9人/㎢。
人口構成は、白人73.27%、黒人（アフリカ系アメリカ人）9.27%、ネイティブアメリカン1.95%、アジア人4.57%等となっている。全体の12.76%がヒスパニック系またはラテン系である。

### 治安
2003年のFBIの報告によると殺人事件は起きていない。

## 教育
- コミュニティーカレッジのCollege of the Siskiyous（カレッジ　オブ　ザ　シスキュース）があり、2003年現在約15人ほどの日本人留学生が学んでいる。
- ウィードにおける初等教育はウィード小学校（K-8年生）で行われる。 ビュート(Butteville)小学校（K-8日）は、エッジウッド、カリフォルニア州の村落で、ちょうどウィード市外にある。（Butteville=米国西部の平原に孤立する周囲の切り立った丘のような場所）

- その後の進路は、ウィード高等学校（学年9-12）となっている。

また、2年の短期大学校がある。

## 観光・施設・公園
- キャッスルクラッグ州立公園（英語版）
- 溶岩ベッド国定公園（英語版）
- 低クラマス国立野生生物保護区（英語版）
- シャスタ山スキー公園（英語版）

### 博物館・史跡
- ウィード・ランバータウン歴史博物館 ウィードの中心部にある博物館。町の初期時代や機械を展示している。
- 退役軍人生活記念彫刻庭園 ウィードの北東約21kmにある庭園。

マウントシャスタ、キャッスルクラッグなどの山やモスブレー滝などの滝や湖、サクラメント川やマクラウド川にマス釣りをしに、訪れる。

## 放送局
- ノースランド·コミュニケーションズ（英語版）
- マウンテンコミュニティテレビ（英語版）
- MCTV 15（英語版）